# Craswall
Craswall – wieś w Anglii, w hrabstwie Herefordshire. Leży 23 km na zachód od miasta Hereford i 209 km na zachód od Londynu.